# アームレスリング

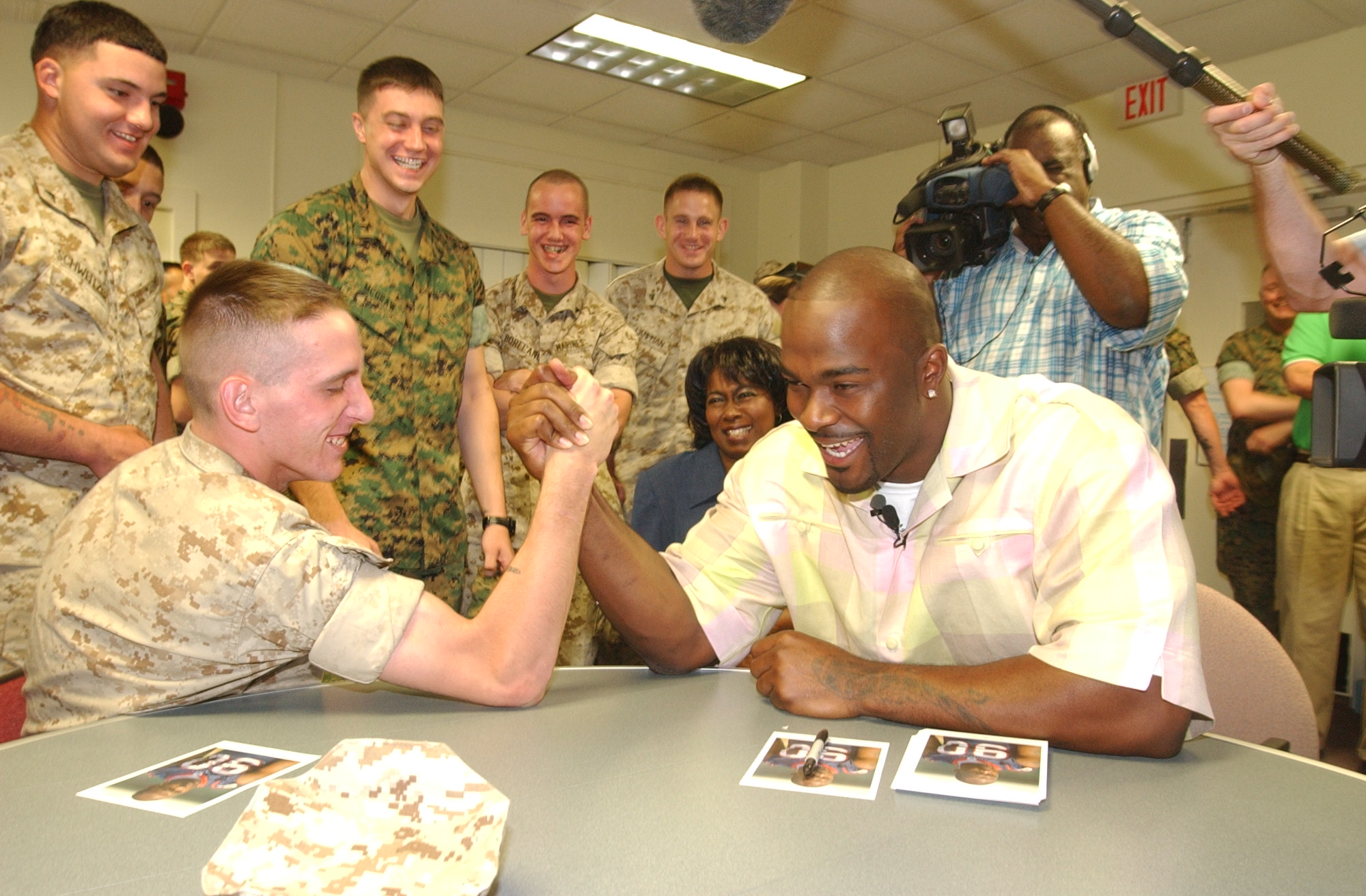
アームレスリング：ジョニー・R・ブラ（左）とマリオ・ウイリアムス（右）

アームレスリング（Armwrestling）は、専用の競技台上で、世界共通の厳格なルールのもと行われる腕相撲に似た競技のことで、「卓上の格闘技」とも呼ばれる（厳密にはテーブルゲームに近く、格闘技とは全く異なる）。
アームレスリングの選手はアームレスラーと呼ばれる。アメリカ、ロシア、カザフスタンを中心に大規模な大会が行われ、入賞者に賞金や豪華な賞品がスポンサーより与えられる大会もある。また毎年各国で世界大会も開催され、世界中の「腕自慢」が集まり、戦いを繰り広げている。
日本においては、マイナーな競技というイメージがあるが、誰でも手軽にできる親しみやすさもあって、全国各地で大会やイベントが開催されている。世界規模の大会で活躍する日本人選手も何人か出ており、次第に選手のレベルも向上している。
第72回国民体育大会 えひめ国体のデモンストレーションスポーツとして平成29年6月11日、愛媛県今治市でアームレスリング競技が行われた。（正式種目ではないため天皇杯・皇后杯対象競技ではない）

## 腕相撲との違い
素人目には、アームレスリングも腕相撲も同じ様に見え、単に英語を日本語に訳しただけと考えているが、正式ルールを比較すると両者は大きく異なる。腕相撲が強い者でもアームレスリングが強いとは限らず、その逆も然りである。
共通点は、肘を固定する、腕が倒れると負け、など大まかな部分は一緒であるが、腕相撲大会を運営する、日本腕相撲協会の競技ルールは、肘は互いに競技台面を前後左右自由に移動することができる、手の甲が台面に着くまで負けにならないなど、アームレスリングとの相違点がある。

## 一般人の腕相撲に対する認識
「アームレスリング」や「腕相撲」を競技として経験していない一般人が余興で行うことの多い「一般人による腕相撲」は、ここで述べられているルール設定がなされている「腕相撲」や「アームレスリング」とは全く異なるものであり、しばしば混同される可能性もあるものである。「一般人による腕相撲」には厳密なルール設定がそもそも存在せず、ルール設定が曖昧な状態で実施されるものであるので、一般人が競技としての腕相撲やアームレスリングを見たときに混同することがある。実際には、競技としての腕相撲、アームレスリングにはそれぞれ厳密なルールが設定されているが、一般人による腕相撲に関しては、そもそも競技ではないので、その場で一般人によるルール設定がなされている。そのため、一般人による腕相撲では「手の甲がテーブルに付いたら負け」「一定の高さまで腕が倒れたら負け」「手首を巻き込んだら反則」「体重をかけると反則」など、実施者によってルール設定がばらばらである。このルール設定が各々によって異なるのは、「そもそも公式ルールが広く浸透しておらず、一般人が競技としての腕相撲、アームレスリングを知らない」ということが原因であると考えられる。また、「手首を巻き込む」が反則かどうかで一般人同士が議論する場合も良くあることだが、「手を組んで腕を倒し合う」という動作に関しての知識を持っている人間が一般人に少なく、自身の曖昧な経験則などから反則かどうかを判断してしまっていることが議論が起こる理由ではないかと考えられる。「手を組んで腕を倒し合う」という動作には予想以上の複雑な力学的作用が働いており、単純な機序で勝ち負けが決定しているわけではないことに注意しなければいけない。
そもそも、手を組んでいる以上、直接的な作用点が手の平や指などに存在しているので、その作用点よりも下部にある可動関節である手関節の影響を大きく受けることになる。なので、「手に作用点を置いている以上、手首の影響は必ず存在する」ということになる。このことから、「手首を巻き込むことは反則である」というのは手に作用点を置いた時点で議論する対象から外れてしまい、「手首を使わざるを得ないので反則以前の問題である」と言った方が妥当である。露骨に手首を巻き込まずとも、どれほど気を付けていても手関節の影響は必ず出ていることに注意である。もし、できるだけ腕力のみで腕相撲を実施したい場合は、手に作用点を置かずに、手首の下付近を互いに合わせて腕を組み、手関節の影響を0にし、肘関節を動かす筋肉を割合的に多く使うような状態にした方が良いと言える。ただし、それでも広背筋やその他の筋肉の影響、また腕の長さの影響が出てしまうので、「腕の筋肉だけに頼った腕相撲」というものは存在しない。

## ルール
- 左右の腕ともに、重量別のクラスに分けて試合を行う。
- 審判は主審、副審の2名。
- 競技台の前に立ち、互いに一礼し、試合を行わない方の手でグリップバーを握る。
- 競技開始前は自分の胸が相手に対し正面を向くように構える。
- 競技開始前は手首を曲げず、手の甲から前腕が水平状態になるように組む。
- 相手と組んだ状態で、親指の第一関節が隠れてはいけない。
- 互いに、組んだ手から、拳一つ分顔から離す
- 上記のセットアップが長時間が決まらない場合、審判主導のもとセットアップが行われる。
- 互いの組手が公平と判断された場合、審判員が「ストップ」の声をかける。ストップの声が掛かった時点で競技者は組手を動かすことができない。
- 競技は審判の「ゴー」で開始し、「ストップ」「ウィナー」の声で終了する。
- 相手方の手の甲を競技台のタッチパッドにつける、もしくはタッチパッドより下げた方を勝者とする。時間に制限はない。
- 競技中に、組手がスリップして外れた場合、審判主導のもとストラップという帯で互いの手を組んだ状態で固定し、再び試合を行う。
- 競技にはファールを設け、ファールを2回受けた競技者は負けとみなす。

以下の行為を行えばファールとなる。
- 競技台のエルボーパッドから肘が浮く（エルボーアップ）。
- 競技台のエルボーパッドから肘が出る（エルボーダウン）。
- 競技中、故意に握り手を離した場合。
- グリップバーから手が離れた時。
- 審判員が脱臼につながるような危険なフォームと見なした場合。関節部が伸びきった態勢で防御している場合に宣告されやすい。
- 競技中に自分の両足が床面から離れた時（片足は可）。
- 競技中に自分の腕が自分の体の一部に触れた時。
- フライングをする。
- セットアップで審判の指示に従わない場合。
- 競技開始直前、審判員から「ストップ」の声がかかったあとに、手、握り、指、肩を動かした時。

## 必要とされる筋肉
アームレスリングは、足の先から頭に至るまでの全身運動で、パワー・テクニック・タイミングの3つの要素を持った競技である。
腕の長さや手の大きさ、手首の持久力と柔軟性、握りの密度、反応の速さ等は試合を有利にする要因であるが、特にパワー（瞬間最大発生トルク）を発生させる速さ、つまり瞬発力が勝敗を大きく左右する競技であり、勝つためにはウエイトトレーニングが有効である。特に「引く力」が重要とされているため、アームレスリングの実力をアップさせるためには「引く力」に関係する筋肉を総合的に鍛えることが必須である。
そのためアームレスラーは、「手首」「腕」「背中」さらに腕と背中を連結する「肩」を重点的に鍛えている。
なお、相手の腕の形を崩して力の伝達を損なわせ倒し易くするテクニックも存在し、単純に筋肉を鍛えるだけでなく駆け引きも必要となる。

## 日本国内の団体分裂
1977年、日本アームレスリング連盟（JAWA）発足。アームレスリングを競技として運営する日本で唯一の団体だったが、2002年頃JAWAの体制に反発した一部道場や有力選手が脱退し、2003年1月オールジャパンアームレスリング連盟（AJAF）を設立。以降両団体で独自の大会を開催している。JAWAは他団体で選手登録している者の大会出場は一切認めておらず、現在両団体は断絶状態にある。 
2017年の「えひめ国体」のデモンストレーションスポーツとして実施されアームレスリングのステータスも向上し、関係者は将来国体の正式種目化も期待をする。正式種目化へは日本スポーツ協会への加盟が必要になるが、現状アームレスリングの国内団体は分裂状態、また運営組織も脆弱であるため、日本スポーツ協会加盟の基礎的条件が満たされず正式競技化への道程は険しい。日本古来の伝統的競技の相撲、レスリングやウエイトリフティングなど学生スポーツやオリンピック種目化されている競技は国体の正式種目となっているが、パワーリフティングや綱引など一般的認知も高く公益社団法人化されている競技でも「公開競技」とされ、都道府県対抗（天皇杯・皇后杯）の得点対象外とされている。アームレスリングは「公開競技」から一段下がる「デモンストレーションスポーツ」で、趣味愛好家同士の発表会程度の扱いである。アームレスリングの地位向上と、選手ならび関係者の願いを現実化するためにも統括団体の一本化、国内支部組織の整備、今後の普及と発展性が望まれる。

## 世界的組織
世界大会を統括する国際組織は、1977年に発足し、82か国が加盟する世界アームレスリング連盟(WAF)と、ヨーロッパ諸国が中心となって2019年に発足した国際アームレスリング連盟（IFA）の2つの連盟がある。

## アームレスリングが強いとされる有名人
- ボビー・オロゴン  - 元K-1ファイターのタレント、フジテレビ系列で2011年1月4日放送の「芸能界特技王決定戦TEPPENアームレスリング部門」で優勝。
- スコット・ノートン  - 元アームレスリング世界王者のプロレスラー。
- アラン・カラエフ  - 元アームレスリング世界王者の格闘家[注釈 1]。
- ゲーリー・グッドリッジ - 総合格闘技に転向した元アームレスリング世界王者。
- 山田よう子 - 全日本アームレスリング選手権大会で日本最多の11連覇の総合格闘家。
- 西河亘 - 第26回世界アームレスリング大会2005 シニア右86kg級、第39回世界アームレスリング大会2017 大会マスターズ右80kg級で優勝。現在、BreakingDown 5など格闘技大会へも出場している。
- 大森友紀 - 元アームレスリング日本王者。118kgのダンベルを持ち上げることができた。テレビ番組で、当時腕っ節の強さは角界一と言われた武蔵丸（当時大関）と対戦した際、3本勝負の対戦方式で2勝1敗で勝利した。
- 金井義信 - アームレスリング世界王者。2012年に日本のテレビ番組でボブ・サップと対戦した際、圧倒的な強さで勝利した。2016年6月にJAF日本アームレスリング連盟の主催するジャパンオープンアームレスリング選手権仙台大会にて、世界で史上最強のアームレスラーとして知られるジョン・ブルザンク（アメリカ）とのエキシビションマッチを行い接戦を制し勝利した。
- 大熊こころ - 絶対直球女子!プレイボールズ。ギュウ農フェスアームレスリング大会2019王者[9]。
- 酒井瞳 - TIACアイドル・アームレスリング2017王者。TIFアームレスリング大会2017王者[10]。
- 我妻桃実 - ハコイリ▽ムスメ。TIFアームレスリング大会2018、2019王者[11]。